# Bruce Furniss
Bruce MacFarlane Furniss (Fresno, 27 de maio de 1957) é um ex-nadador dos Estados Unidos, ganhador de duas medalhas de ouro nos Jogos Olímpicos de 1976.
Com 7 anos de idade, Furniss inspirou-se pelas quatro medalhas de ouro do nadador norte-americano Don Schollander, que quebrou o recorde mundial dos 200 metros livres por dez vezes durante sua carreira. Furniss, posteriormente, conseguiu bater o recorde por quatro vezes.
Como profissional ganhou a medalha de ouro nos 200 metros livre, sendo um dos três únicos americanos a ganhar esse evento em Jogos Olímpicos (os outros foram Mark Spitz em 1972 e Michael Phelps em 2008), e do revezamento 4x200 metros livres, estabelecendo recorde mundial.
Furniss também ganhou duas medalhas de ouro e duas de prata no Mundial de Cali em 1975, e em Berlim 1978.
Foi recordista mundial dos 200 metros livres entre 1975 e 1979, e dos 200 metros medley entre 1975 e 1977. O reconhecimento por suas realizações nas piscinas veio em abril de 2000, quando Bruce foi selecionado para a "Equipe Americana de Natação do Século 20", uma honra conferida a apenas 26 nadadores do sexo masculino.